# Olessia Jelezniak
Olessia Vladimirovna Jelezniak (en russe : Оле́ся Влади́мировна Железня́к), née le 11 novembre 1974 à Moscou en Russie, alors soviétique, est une actrice russe de théâtre, de cinéma et de télévision, ainsi qu'animatrice de télévision,. Elle a gagné le Prix Tchaïka en 2002.

## Biographie
Olessia naît d'une mère couturière et d'un père ouvrier, elle a une sœur aînée, Lioudmila. Elle s'initie à la chorégraphie dès son enfance. 
En 1999, elle est diplômée de l'Académie russe des arts du théâtre (cours de Mark Zakharov). Elle est intégrée dans la troupe du Théâtre du Lenkom. Elle débute dans la pièce Варвар и еретик (littéralement : Le Barbare et l'Hérétique),. 
Elle débute au cinéma dans le film Landyš serebristyj (ru) (littéralement : Le Lys d'argent dans la vallée) de Tigran Keosayan (en).
En 2015, elle double le personnage de la Tristesse dans le film d'animation Vice-versa.

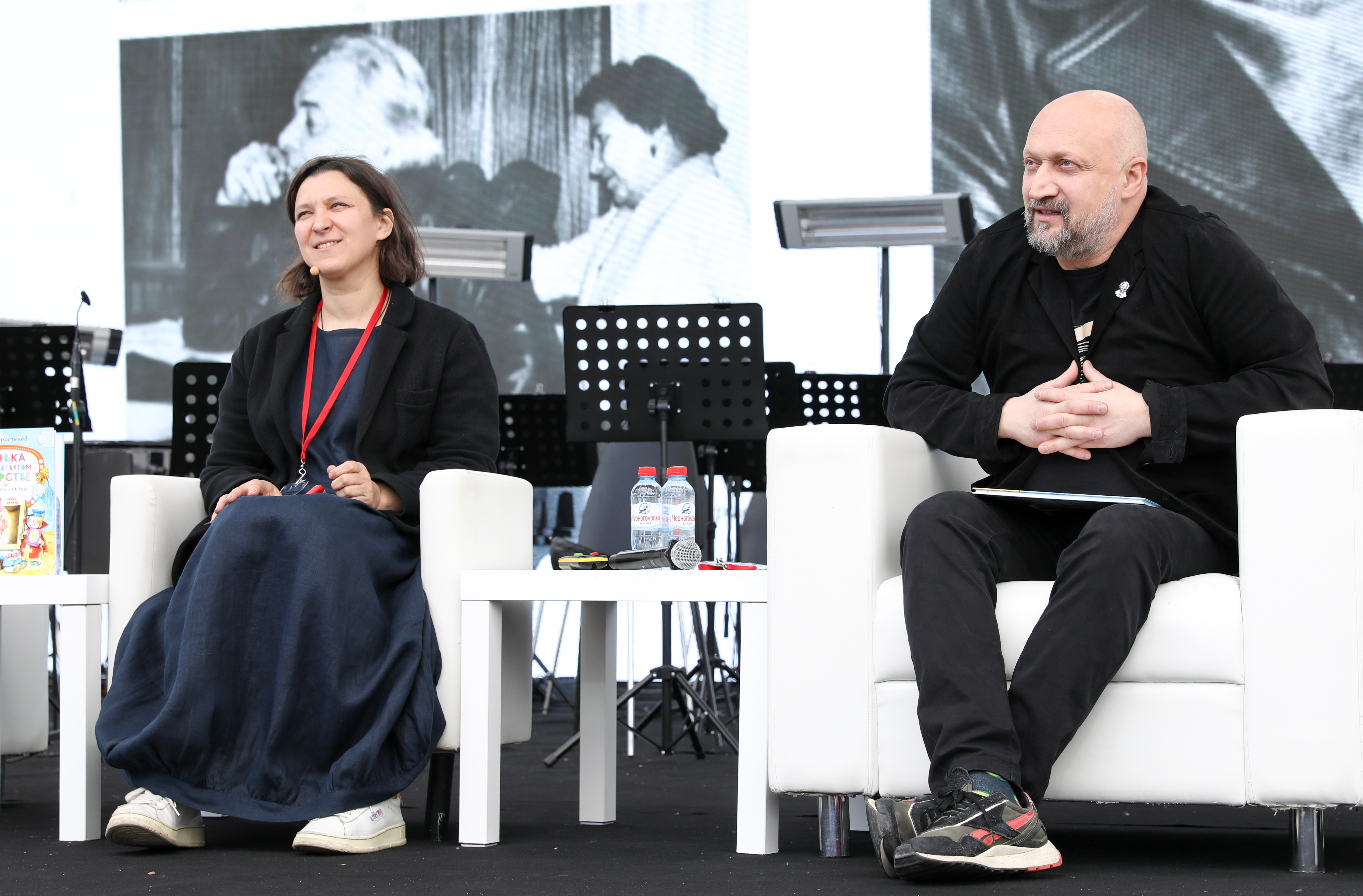
Olessia Jelezniak avec Gosha Koutsenko au Festival Place Rouge en 2023

## Vie familiale
Olessia est mariée à l'acteur Spartak Sumchenko. Ils ont quatre enfants.

## Théâtre
- Варвар и еретик (littéralement : Le Barbare et l'Hérétique)[1]
- Жестокие игры (littéralement : Intentions cruelles)
- Шут Балакирев

## Filmographie (sélection)
- 2000 : Landyš serebristyj (ru) de Tigran Keosayan (en) : Zoya Misochkina
- 2002 : Shut Balakirev (en) de Mark Zakharov : Dunya Burykina
- 2004-2008 : Moya prekrasnaya nyanya (en), série télévisée : Galya Kopylova
- 2009 : L'Amour dans une Grande Ville (en) (Любовь в большом городе) de Maryus Vaysberg : Pelageya
- 2010-2017 : Svaty, série télévisée ukrainienne : Larisa
- 2012 : 8 pervykh svidaniy (en) de David Dodson, Sasha Malarevsky et Alexander Yurchikov : Zinaida Ivanovna
- 2012 : Voilà ce qui m'arrive (en) (Со мною вот что происходит) de Viktor Shamirov : Nastya
- 2012 : Le Maure blanc ou trois histoires sur mes voisins (Белый мавр или три истории о моих соседях) de Dmitry Fiks
- 2015 : Le Docteur (Врач) de Gosha Koutsenko
- 2016 : Le Jour d'avant (День до) d'Egor Baranov, Pavel Bardine, Aleksandr Karpilovski, Boris Khlebnikov, Vladimir Kott, Aleksandr Kott et Karen Oganessian
- 2017 : La Chance (Везучий случай) de Roman Samgin
- 2021 : Camarade Major (Товарищ майор), série télévisée de Boris Khlebnikov
- 2021 : Moloko de Karen Oganessian : femme dans le parc
- 2022 : Être (Быть) d'Aleksandr Kovtunets
- 2023 : Baba Yaga sauve le monde (Баба Яга спасает мир) de Karen Zakharov : Kikimora

## Doublage (en russe)
- 2015 : Vice-versa : Tristesse

## Récompenses
- Prix Tchaïka en 2002[1].
- Prix de la Fondation internationale E.P. Leonov et le prix "Début" pour son rôle dans la pièce Жестокие игры (littéralement : Intentions cruelles)[1].
- Prix du Moskovski Komsomolets pour son rôle dans la pièce Шут Балакирев[1]